# Бутовка (приток Баскаковки)
Бутовка — река в России, протекает по Угранскому району Смоленской области. Устье реки находится в 7,8 км по левому берегу реки Баскаковка. Длина реки составляет 10 км.

## Данные водного реестра
По данным государственного водного реестра России относится к Окскому бассейновому округу, водохозяйственный участок реки — Угра от истока и до устья, речной подбассейн реки — Бассейны притоков Оки до впадения Мокши. Речной бассейн реки — Ока.
Код объекта в государственном водном реестре — 09010100412110000020668.